# Chironomus fittkaui
Chironomus fittkaui är en tvåvingeart som beskrevs av Correia och Trivinho-strixino 2007. Chironomus fittkaui ingår i släktet Chironomus och familjen fjädermyggor. Inga underarter finns listade i Catalogue of Life.